# Olga Guramishvili-Nikoladze
Olga Guramishvili-Nikoladze (en georgiano: ოლღა გურამიშვილი-ნიკოლაძე , 29 de julio de 1855 - 24 de mayo de 1940) fue una bióloga y educadora georgiana . Una de las primeras mujeres en estudiar en el extranjero, obtuvo una licenciatura en pedagogía e introdujo  métodos de enseñanza avanzados a Georgia. En 1886, fundó una escuela para niñas y más tarde un gimnasio para mujeres en Didi Jikhaishi . En la escuela, introdujo la sericultura en el país y enseñó a sus alumnos a tejer y tejer mecánicamente. En su carrera posterior, se desempeñó como presidenta de la junta escolar en Poti de 1894 a 1912. Es recordada por sus contribuciones a la educación y una calle en Tiflis lleva su nombre.

## Biografía

### Primeros años
Olga asuli Alexander Guramishvili  nació el 29 de julio de 1855 en el Bajo Avchala, un suburbio al norte de Tiflis (conocido después de 1936 como Tblisi), en el Virreinato del Cáucaso del Imperio Ruso a Ketevan Tumanishvili (hija de Revazi) y Alexander Guramishvili. Estaba relacionada con el poeta georgiano Davit Guramishvili, y era pariente y ahijada de Olga Guramishvili-Chavchavadze, una figura literaria georgiana, casada con Ilia Chavchavadze. Después de completar su educación secundaria, Guramishvili asistió al Gimnasio de Mujeres de Tiflis. Con la esperanza de convertirse en maestra de agronomía , al completar sus estudios secundarios, asistió a conferencias de biología con el profesor Tarkhnishvili.  En ese momento, había pocas oportunidades de estudios universitarios para mujeres en el Imperio Ruso, y Guramishvili soñaba con ir al extranjero para continuar su educación en Suiza. Su padre estaba en contra del plan, pero su madre alentó a Guramishvili,  quien obtuvo el pasaporte de Ephrosine Nikoladze, hermana mayor de Niko Nikoladze, y se dirigió a Zúrich en 1872.
A principios de la década de 1870, Suiza era un lugar de reunión para los revolucionarios rusos que predicaban la doctrina socialista. Guramishvili, una de las primeras mujeres georgianas en estudiar en el extranjero, se involucró en el movimiento estudiantil y se volvió activa con otras estudiantes georgianas como Fefo Eliozishvili, Ekaterine Melikishvili, Pelagia Natsvlishvili, Ekaterine "Kato" y Olympiad Nikoladze, Mariam Tsereteli. Cuando Giorgi Tsereteli fundó una organización conocida como უღელი საზოგადოება  [ ka ] (Sociedad de Yoke), apoyada por Sergey Meskhi  [ ka ]y Niko Nikoladze en 1873, Guramishvili se convirtió en miembro del grupo. Su propósito declarado era que los estudiantes en el extranjero estudiaran la doctrina socialista para liberar su patria y formar un estado republicano. En 1874, el régimen zarista emitió un decreto que obligaba a las estudiantes a abandonar la Universidad de Zúrich y regresar a sus países de origen. En cambio, Guramishvili se fue con Niko para estudiar en la Universidad de Ginebra,  donde los miembros del Yoke se alinearon más estrechamente con las filosofías radicales de la intelectualidad en Europa Occidental y Rusia.[cita requerida]
Aunque Niko estaba interesada en Guramishvili románticamente, ella disfrutaba de su libertad y sus estudios.  Niko dejó Ginebra y se fue a París , donde se casó con una mujer polaca, Bogumila Zemianskaia (también Bogumiła Ziemiańska), que había vivido durante un tiempo en su ciudad natal, Kutaisi . Tuvieron tres hijos: un hijo que murió joven y dos hijas, Nino y Elizabeth, conocidas como "Lolo". Él y Guramishvili comenzaron una correspondencia en este período, que duraría toda la vida.  Al convertirse en socialista, Guramishvili asistía regularmente a las reuniones de la sección de la Asociación Internacional de Trabajadores, donde discutían temas como el comunalismo., nacionalismo vs. internacionalismo , sufragio e igualdad de las mujeres, así como las políticas socioeconómicas y políticas de la Comuna de París. Muchas de las conferencias se centraron en la doctrina de Karl Marx . En sus memorias, la figura revolucionaria, Nikolai Morozov , escribió que Kato Nikoladze, Mashiko Tsereteli y Guramishvili se encontraban como un trío en casi todas las reuniones de la comunidad internacional de Ginebra o de los comunistas franceses. Después de completar su licenciatura en pedagogía ,  Guramishvili vivió brevemente en San Petersburgo, pero fue expulsada de Rusia por su participación en Nikolái Mijáilovski y los Naródniks.

### Carrera

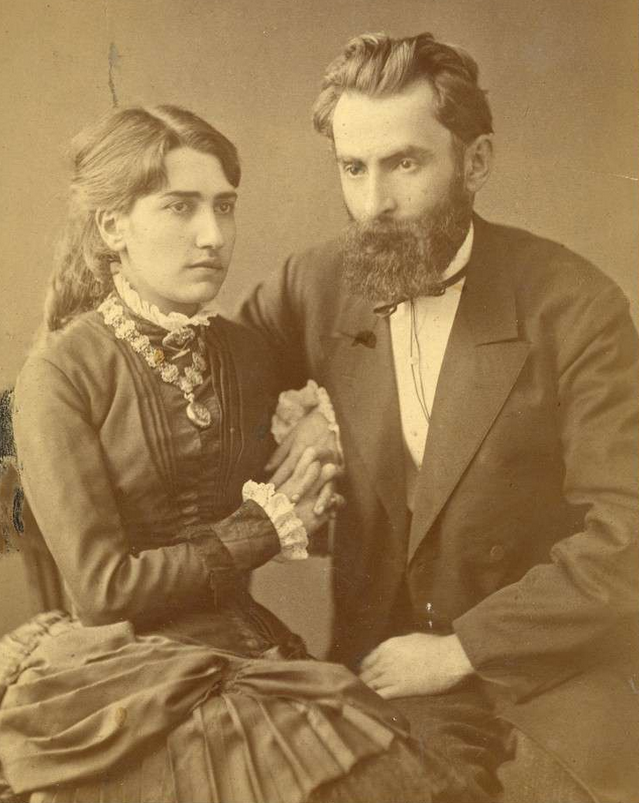

Al regresar a Georgia en 1875, Guramishvili comenzó a trabajar en el gimnasio de niños operado por Iakob Gogebashvili . Inicialmente, los otros instructores se opusieron a la contratación de una mujer, pero su formación pronto le ganó la admiración. Casi al mismo tiempo, Niko, que había estado viviendo entre París y Tiflis desde 1871, estableciendo y escribiendo para una serie de publicaciones periódicas revolucionarias, regresó a Georgia.  Después de enseñar en el gimnasio durante cinco años, Guramishvili se fue en 1880 y acompañó a Niko cuando fue arrestado y exiliado a Stavropol, aunque no se abstuvo de sus actividades editoriales radicales.  En 1881, se trasladaron a San Petersburgo,  aunque no pudieron casarse. El divorcio fue un proceso difícil en el período y requirió el permiso del Santo Sínodo. Niko y Zemianskaia se separaron formalmente a principios del verano de 1883, y el 29 de julio, él y Guramishvili se casaron en la Iglesia Kashveti en Tiflis. Al año siguiente, su hija Rusudan (1884-1981) nació en San Petersburgo.
En 1886 o 1887, la familia se mudó a Didi Jikhaishi,  (a veces conocido como Didi-Dzhikhaishi), en la región de Imereti en el oeste de Georgia.  Guramishvili abrió una escuela de niñas que introdujo nuevos métodos de enseñanza, trayendo maestros de Tiflis para ayudarlo a avanzar en sus ideas.  Uno de ellos fue Nino Tkeshelashvili , a quien contrató como profesor de ruso.  Los otros hijos de la pareja, Giorgi  [ ka ] (1888-1931) y Tamar (1892-1939) nacieron durante este tiempo. En 1894, abrió un gimnasio para mujeres, que se centró en las ciencias agrícolas. Trayendo gusanos de seda de Lyon , Francia, enseñó sericultura , así como tejer a máquina y tejer a sus alumnos.  Más tarde ese año, se mudaron a Poti , donde Niko sirvió como alcalde  hasta 1912.  Mientras vivían en Poti, Guramishvili continuó su enfoque en la educación, sirviendo como presidenta de la junta escolar.
En 1916, Niko estaba trabajando en San Petersburgo, después de haber ocupado un puesto en la junta de Russkaia volia (Libertad rusa), una importante revista de tendencia izquierdista. Cuando comenzó la Revolución de Febrero , la familia apoyó inmediatamente la creación del Comité Provisional de la Duma Estatal y ambas hijas comenzaron a trabajar como telefonistas para la nueva dirección soviética.  En la primavera, Niko y Guramishvili regresaron a Tiflis, donde se convirtió en uno de los fundadores del Partido Nacional Democrático .  El 5 de septiembre, Rusudan abandonó Petrogrado con su hijo para regresar a la casa familiar en Didi Jikhaishi y evitar la confusión de la revolución. Comenzó a trabajar como maestra en el gimnasio que había fundado su madre.  Cuando Georgia obtuvo su independencia en 1918, Niko se convirtió en miembro de la Asamblea Constituyente y sirvió hasta 1921. Cuando los soviéticos invadieron Georgia , la familia se mudó a Londres durante tres años, antes de regresar a Tiflis, donde Niko murió en 1928.

### Muerte y legado
Guramishvili murió el 24 de mayo de 1940 en Tiflis. En 1957, sus restos fueron trasladados al Panteón de Mtatsminda, donde había sido enterrado su esposo Niko. Se la recuerda como una de las primeras mujeres georgianas en estudiar en el extranjero e introducir la pedagogía en Georgia. Más de 7.000 de las cartas intercambiadas por Guramishvili y Nikoladze se conservan y se encuentran en un archivo en los Estados Unidos.  Una pequeña parte de ellos fue publicada como პიშუ ტებე por IA Meskhi.  En 2018, el Ayuntamiento de Tiflis cambió el nombre de una sección de la calle Theodore Afanasiev en el distrito Isani de la ciudad en su honor.  Su hija Rusudan se convirtió en química y se casó con el historiador ruso Mijáil Polievktov. Giorgi se convirtió en un matemático conocido.  Tamar, una académica, fisióloga y una de las primeras mujeres en Georgia en participar en eventos deportivos internacionales, se casó con uno de los colegas de Giorgi, Nikoloz Muskhelishvili .